# Martine Brunschwig Graf
Pour les articles homonymes, voir Brunschwig et Graf.
Martine Brunschwig Graf, née le 16 mars 1950 à Fribourg , est une femme politique suisse membre du Parti libéral-radical (PLR).

## Biographie
Après des études suivies à Fribourg où elle obtient une licence en économétrie, elle travaille trois ans à Berne comme rédactrice romande auprès de l'Association suisse des employés de banque. Elle est ensuite nommée rédactrice-économiste à la Société pour le développement de l'économie suisse à Genève ; elle devient directrice de son siège romand en 1991.[réf. nécessaire]
Elle préside la Commission fédérale contre le racisme de 2012 à 2023.

## Parcours politique
Membre du Parti libéral genevois, elle le préside entre 1988 et 1990 et siège comme députée au Grand Conseil de 1989 à 1993. Le 14 novembre 1993, elle est élue au Conseil d'État et devient ainsi la première femme à occuper ce poste. Elle est ensuite réélue les 16 novembre 1997 et 11 novembre 2001. Elle dirige successivement le département de l'instruction publique puis, dès mars 2003, le département des finances et le département des affaires militaires. Durant son mandat, elle est présidente du Conseil d'État à deux reprises : 1998-1999 et 2004-2005. Aux élections de l'automne 2005, elle renonce à se représenter et quitte donc le gouvernement le 5 décembre 2005.
En octobre 2003, elle est élue au Conseil national et intègre la commission de la science, de l'éducation et de la culture. Le 21 octobre 2007, elle est présentée comme candidate de l'Entente genevoise pour l'élection au Conseil des États. Non-élue à la chambre haute, elle conserve touefois son siège au Conseil national. Le 23 juillet 2009, elle est présentée par son parti cantonal, aux côtés de Christian Lüscher, en vue d'une candidature pour succéder au conseiller fédéral Pascal Couchepin, sans être toutefois retenue dans le ticket final.